# Поліптих Санта-К'яра
«Поліптих Санта-К'яра» або «Поліптих з Коронуванням Богоматері із сценами з життя Христа і св. Франциска» (італ. Polittico di Santa Chiara) — поліптих італійського живописця Паоло Венеціано (бл. 1300–бл. 1365), представника венеціанської школи. Створений приблизно у 1350 році. З 1812 року зберігається в колекції Галереї Академії у Венеції.

## Опис

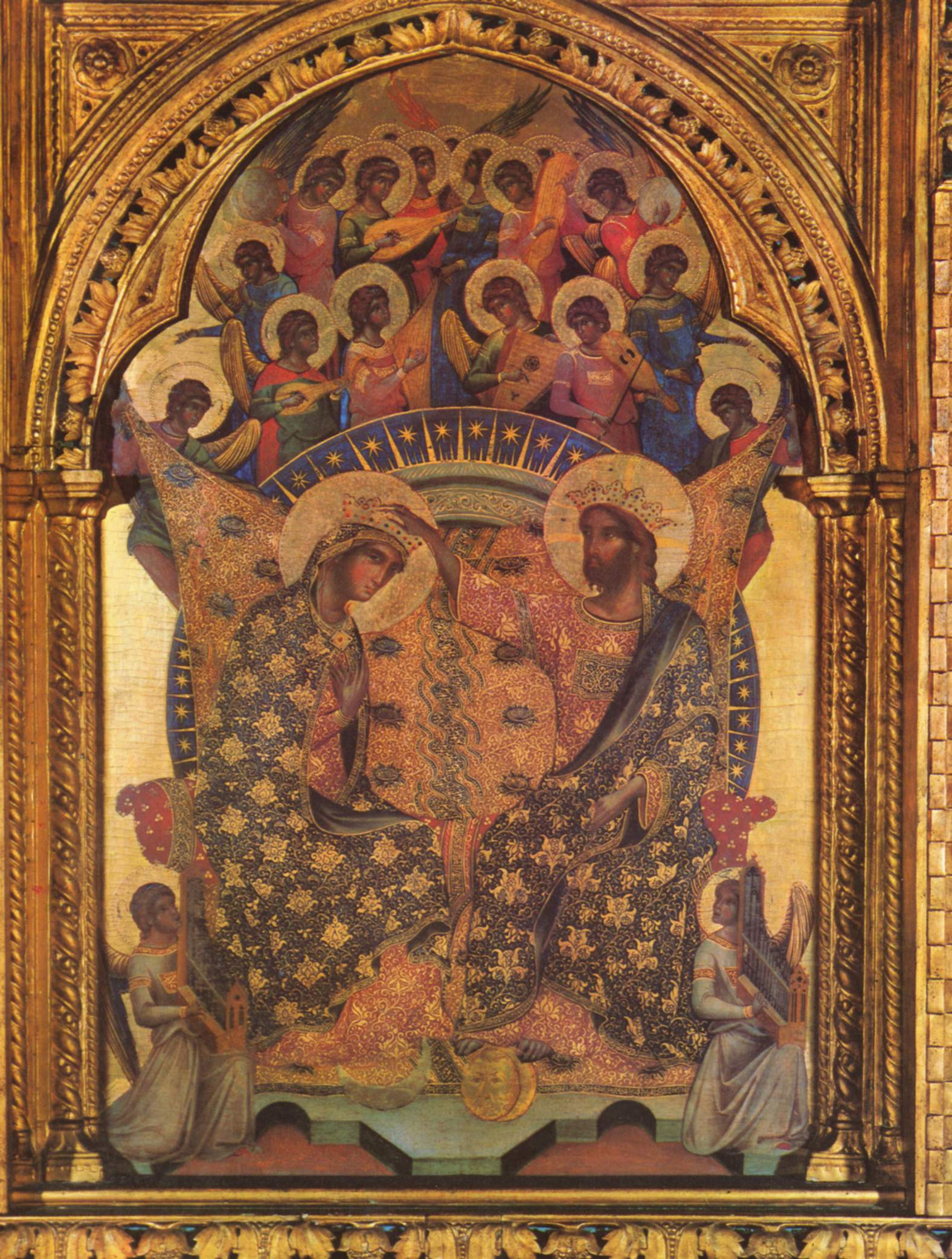
Сцена Коронування Богоматері

У центральній частині поліптиха зображено сцену Коронування Богоматері. Німби янголів дрібним ритмом повторюють спокійні округлення ореолів двох центральних фігур. Художник вніс у свій сакральний живопис риси нового напрямку (поширеного Джотто) — оповідальність, світлотіньове моделювання об'ємів, натяк на конкретність кольору. На бокових дошках показані сцени з життя Ісуса Христа.
У верхній частині ліворуч зображені наступні сюжети: «Свята Трійця», «Святий Матвій», «Облачення святої Клари», «Святий Іван», «Повернення святим Франциском вбрання своєму батькові», праворуч — «Стигматизація святого Франциска», «Святий Марко», «Смерть святого Франциска», «Святий Лука», «Христос-суддя». Дві фігури над центральною дошкою — пророки Ісая і Даниїл. У сцені смерті святого Франциска маленьку фігуру монахині на колінах ідентифіковано як ймовірну замовницю твору.
Поліптих демонструє значне розходження між центральною частиною, що відрізняється чисто візантійською придворною вишуканістю, і боковими сценами, створеними під впливом західнього стилю.

## Історія
Поліптих знаходився у церкві Св. Клари (нині зруйнована) у Венеції. У 1808 році центральна панель була помилково відправлена до Пінакотеки Брера у Мілан, на її місце помістили «Коронування» Стефано ді Сант'Аньєзе; лише у 1950 році розрізнений поліптих Венеціано був зібраний у відповідності до первісної розкладки.